# 奥松多杰
奥松多杰（1967年—），藏族，中国青海省黄南藏族自治州尖扎县，弓箭制作家、箭手。

## 生平
尖扎县素有“中国民族射箭之乡”之誉，这里每个男人都会射箭，每家都有一把弓。在尖扎县及周边，藏语称射箭为“达则”，各村之间会举办射箭比赛。此地至今流传着安多藏区制作弓箭的手工技艺。奥松多杰自幼练习射箭，并随伯父学习弓箭制作。24岁时，独自到西藏自治区拉萨市做生意，结识了做弓的西藏藏族人次成。那时，奥松多杰租住在次成家，业余时间帮次成做弓。次成潜心做弓，从不为钱，这让奥松多杰受到震撼，奥松多杰产生了回家做弓的想法。
2008年过年回家后，一个朋友告诉奥松多杰，尖扎县人称“射箭之乡”，但如今连一把弓也买不到，做弓的老人逐渐都去世了。奥松多杰由此下定决心，投身做弓事业，传承老一辈的传统技艺，终于成为尖扎县唯一会做整张弓的人。由此，奥松多杰成了青海省黄南藏族自治州非物质文化遗产传承人，他制作的牛角弓名扬海内外。
2014年9月，第三届“五彩神箭”国际民族传统射箭邀请赛在尖扎县马克唐镇举行。在4天的比赛中，9个国家的46名运动员及中国国内121支代表队的1561名运动员展开了复合弓、反曲弓、传统弓比赛。奥松多杰制作的弓箭受到众多选手青睐。
2014年11月，第八届世界传统射箭大会传统弓大赛在韩国丹阳郡举行，历时5天，美国、俄罗斯、匈牙利、土耳其、中国、韩国等38个国家和地区的200余名选手参赛。中华射艺联盟组织了来自青海省、内蒙古自治区、江苏省、浙江省20名射箭运动员组成中国代表团参赛。其中，尖扎县派出的奥松多杰等3人代表中国队击败卫冕冠军匈牙利队，夺得团体冠军和表演赛第一名，成为中国代表团参加历届世界传统射箭最好成绩。这也是尖扎县的“五彩神箭”首次出国参加世界性大赛。